# Tiffany Clarke
Pour les articles homonymes, voir Clarke.
Tiffany Clarke, née le 5 février 1991 dans le Queens à New York, est une joueuse de basket-ball américano-jamaïcaine évoluant au poste d'intérieur.

## Carrière
Née à New York, Tiffany Clarke est américaine et dispose aussi d’un passeport jamaïcain - qui fait donc d'elle une joueuse communautaire en vertu des accords de Cotonou. Tiffany joue dans un premier temps pour le Norcross High School. La joueuse américaine est diplômée de l'université Vanderbilt où, lors de sa dernière saison avec les Commodores de Vanderbilt, elle marque 16,6 points et 8,5 rebonds de moyenne,. Elle se fait aussi remarquée en pratiquant le volley-ball et le triple saut.
Elle évolue à Calais en 2013-2014. Son équipe remporte la phase régulière de Ligue 2, dont Tiffany possède la meilleure évaluation et est la meilleure marqueuse. L'équipe perd en finale du championnat.
L'Américaine reprend alors ses études pendant deux ans puis revient en France, pour deux saisons à l'AB Chartres de 2016 à 2018. Lors du premier exercice, elle remporte la phase régulière et dispute la finale de playoffs face à La Roche VBC, à l’issue de laquelle le club vendéen monte en LFB. Sa saison 2017-2018 est perturbée par une blessure à une cheville. Son absence durant l'hiver pèse sur les résultats de l'AB Chartres, relégable en février 2018. Tiffany Clarke retrouve alors le parquet et les victoires s'enchaînent, et l'AB se qualifie pour les play-offs, lors de la dernière journée de la saison régulière. L'équipe est éliminée en quarts de finale. « Sur les huit matches que Tiffany a manqués, nous n'en avons gagné qu'un. (...) Elle restera une joueuse emblématique du club. On a eu la chance de l'avoir parmi nous » souligne l'entraîneur chartrain Benoît Marty à son départ.
Fin 2018, elle part en Pologne, en première division au Sunreef Yachts Politechnika Gdańska et tourne à 16 points de moyenne et 7,5 rebonds,.
En juin 2019, elle s'engage ensuite avec le club d'Angers en Ligue 2 où elle assure 17,8 points (4e meilleure marqueuse de LF2) et 20,7 d'évaluation (2e meilleure moyenne).
Pour la saison 2020-2021, elle rejoint La Roche Vendée et remplace Uju Ugoka dans l'effectif yonnais qualifié en Eurocoupe.

## Statistiques
| Saison    | Club                     | Championnat | Championnat | Championnat | Coupe | Coupe | Total | Total |
| Saison    | Club                     | Division    | MJ          | Moy         | MJ    | Moy   | MJ    | Moy   |
| --------- | ------------------------ | ----------- | ----------- | ----------- | ----- | ----- | ----- | ----- |
| 2011-2012 | Commodores de Vanderbilt | NCAA D1     |             | 11,1        |       |       |       |       |
| 2012-2013 | Commodores de Vanderbilt | NCAA D1     |             | 16,6        |       |       |       |       |
| 2013-2014 | COB Calais               | L2          |             | 18,8        |       |       |       |       |
| 2014-2015 | étude                    | étude       |             |             |       |       |       |       |
| 2015-2016 | étude                    | étude       |             |             |       |       |       |       |
| 2016-2017 | AB Chartres              | L2          | 35          | 15,3        |       |       |       |       |
| 2017-2018 | AB Chartres              | L2          | 17          | 12,7        |       |       |       |       |
| 2018-2019 | SY Politechnika Gdańska  | D1          | 15          | 16,1        |       |       |       |       |
| 2019-2020 | UF Angers B49            | L2          | 17          | 17,8        | 2     | 14,5  | 19    | 17,5  |
| 2020-2021 | Roche Vendée BC          | L1          |             |             |       |       |       |       |